# Sierra Nevada de Lagunas Bravas
Sierra Nevada, conocida también como Sierra Nevada de Lagunas Bravas, es un complejo de volcanes cuya cumbre principal se halla ubicada en las coordenadas 26°29′31″S 68°33′34″O / -26.49194, -68.55944 en la Cordillera de los Andes, entre Argentina y Chile. El límite internacional pasa por una de las cumbres de la Sierra Nevada.
La falda con vertiente hacia Argentina está en territorio de la provincia de Catamarca, mientras que aquella hacia Chile se ubica dentro de la Región de Atacama. Se encuentra cercano a otros grandes volcanes como el Cumbre del Laudo (6152 m), El Cóndor (6414 m) y el Vallecitos (6168 m) en Argentina y el Cerros Colorados (6062 m) en ambos países.
Luis Risopatrón lo describe en su Diccionario Jeográfico de Chile (1924):: 458 
Lagunas Bravas (Sierra de). Es nevada i se levanta a 6120 m de altitud, hácia el SE del salar Piedra Parada; su cima W está en la línea de límites con la Arjentina.